# Ulysses von Salis

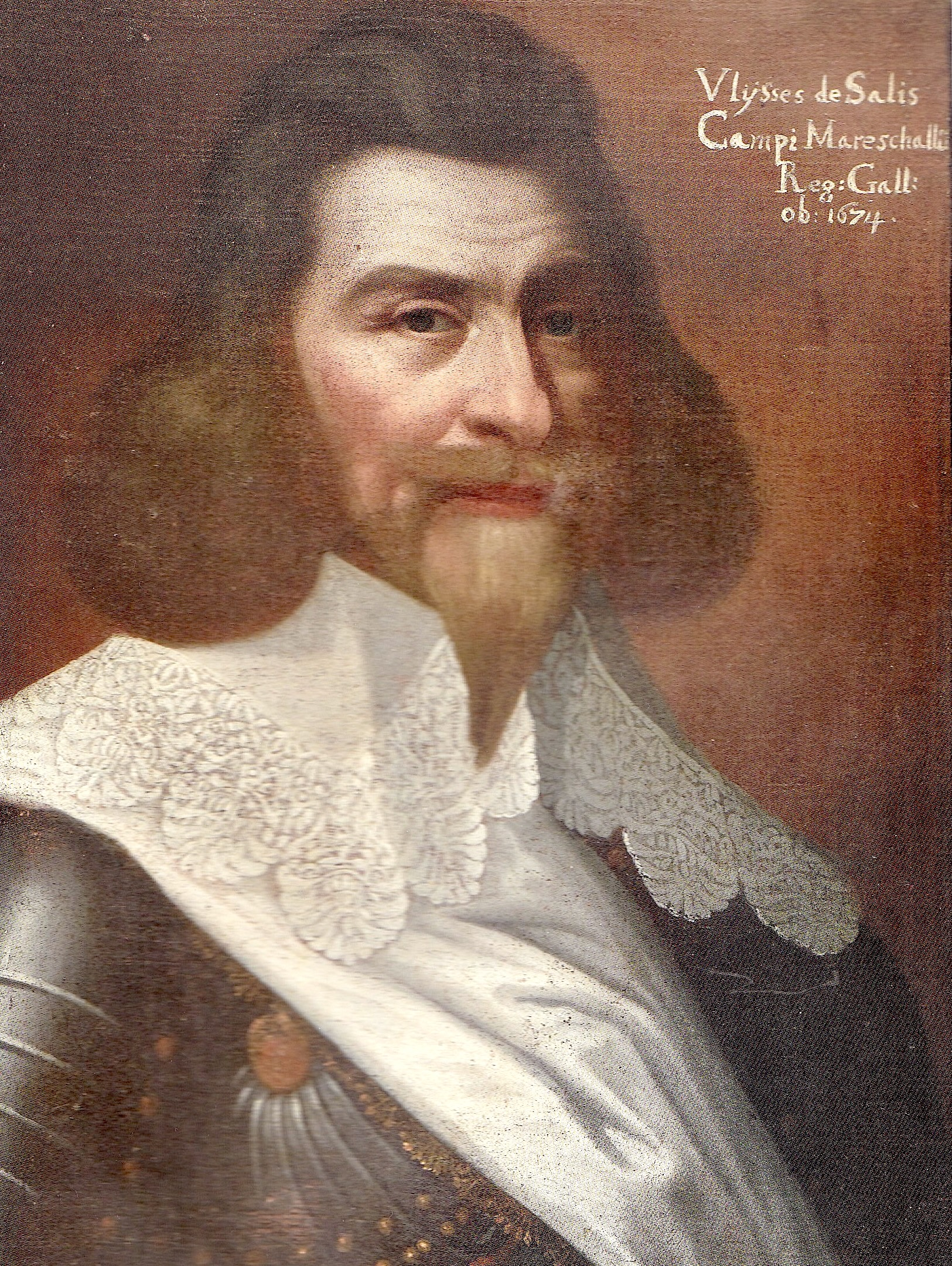
Ulysses von Salis

Ulysses von Salis (* 23. Juli 1594; † 3. Februar 1674 in Igis) war Bündner Offizier in französischen Diensten, seit 1641 als Maréchal de camp. Später amtierte er als Landammann des Gerichts der Vier Dörfer. Er ist der Bauherr von Schloss Marschlins.

## Leben
Ulysses von Salis war der dritte Sohn des Hercules von Salis-Soglio (1566–1620), der Gesandter der Drei Bünde in Venedig und Paris war, später venezianischer Oberst und ein Förderer der Reformation in Graubünden. Seine Mutter war Margaretha von Ott. 1590 liess sein Vater sich als Herrensitz das Grosshaus in Grüsch im Vorderprättigau erbauen. 1606 begleitete Ulysses zwei ältere Brüder zu Studien an der Universität Heidelberg. Nach Aufenthalten in Paris und Orléans stand er bis 1611 als Page in Diensten des Herzogs von Bouillon. 
Während der Bündner Wirren stand er nach 1616 als Hauptmann in venezianisch-französischen Diensten. Von 1621 bis 1622 war er Sergentmajor im Heer des Peter Ernst II. von Mansfeld. 1624 diente er als Oberstleutnant im französischen Regiment seines Bruders Rudolf. Nach dessen Tod 1625 wurde es ihm übertragen, aber 1627 aufgelöst. 
Als Entschädigung erhielt von Salis eine Kompanie der französischen Schweizergarde. Ab 1631 führte er als Oberst ein Bündner Regiment, mit dem er sich 1635–1637 am erfolgreichen Veltliner Feldzug des Herzog Henri II. de Rohan beteiligte. Nach dem Abzug Rohans verblieb von Salis als einer der wenigen Bündner Offiziere weiterhin in französischen Diensten.

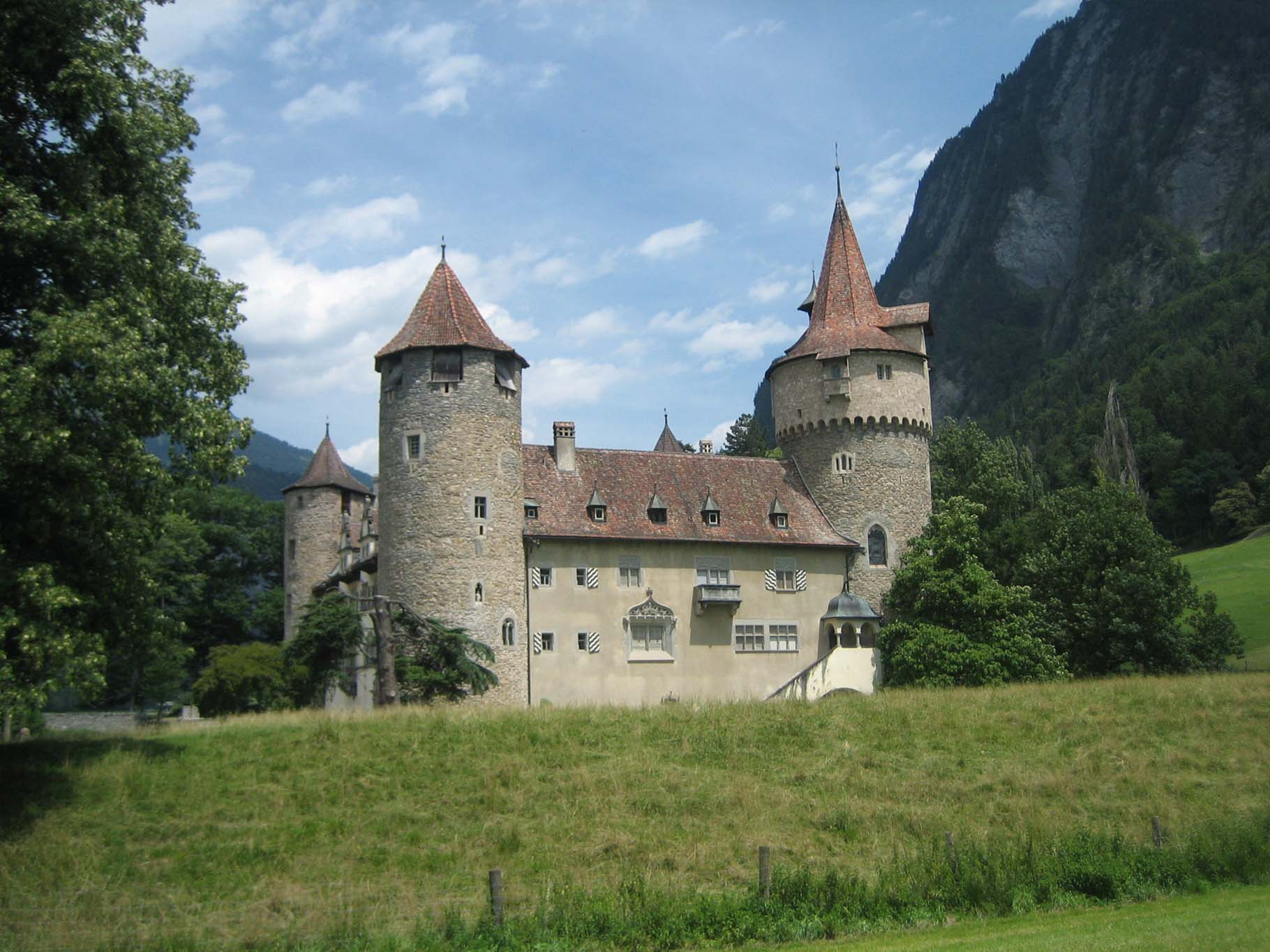
Schloss Marschlins

1633 kaufte von Salis die Ruine der Burg Marschlins, baute sie zum Schloss aus und kaufte umliegende Güter dazu. 1641 wurde er zum Maréchal de camp befördert. 1643, nach weiteren Kriegszügen im Dienste des französischen Königs Ludwig XIII., liess er sich nach 27 Jahren Kriegsdienst auf Marschlins nieder und nannte sich fortan von Salis-Marschlins. In der Folge wurde von Salis zu einer der einflussreichsten Persönlichkeiten in den Drei Bünden. Über das Gericht von Schiers liess er sich Bundslandamman des Zehngerichtebundes wählen und forderte als Führer der erneut erstarkten französischen Partei den Auskauf der österreichischen Rechte im Zehngerichtebund und im Unterengadin. Von Salis wurde Landammann des Gerichts der Vier Dörfer und war von 1646 bis 1647 Bundslandammann des Zehngerichtebunds. In den letzten Jahren seines Lebens diktierte er auf Italienisch seine Lebenserinnerungen, die bis zum Jahre 1649 reichen. Diese «Memorie» erschienen 1858 um die Hälfte gekürzt in deutscher Sprache; die Originalfassung erschien erst 1931. Diese Fassung wurde von Ulysses letzter Nachfahrin gefördert, der Frauenrechtlerin Meta von Salis.
Nach fünfjährigem schwerem Gichtleiden starb Ulysses von Salis im Alter von knapp 80 Jahren in Marschlins. Beigesetzt wurde er in der Pfarrkirche von Igis. Er war verheiratet mit Violanta von Salis, der Tochter des Johann Baptista. Als Vater seiner Söhne Herkules und Johann Baptist wurde er zum Stammvater der Linie von Salis-Marschlins.